# سیم‌سیتی (بازی ویدئویی ۲۰۱۳)
سیم‌سیتی (به انگلیسی: SimCity) یک بازی ویدئویی شهرسازی و شبیه‌سازی برنامه‌ریزی شهری برخط چندنفره گسترده است که توسط ماکسیس توسه یافته و به‌وسیلهٔ الکترونیک آرتس در سال ۲۰۱۳ و در پلت‌فرم‌های مایکروسافت ویندوز و اواس ده منتشر شده‌است.